# ヒューズ郡 (サウスダコタ州)
ヒューズ郡（英: Hughes County）は、アメリカ合衆国サウスダコタ州の中央部に位置する郡である。人口は1万7765人（2020年）。郡庁所在地は州都ピアであり、同郡で人口最大の町である。
ヒューズ郡はスタンリー郡と共にピア小都市圏を構成している。

## 地理
アメリカ合衆国国勢調査局に拠れば、郡域全面積は800平方マイル (2,072.0 km2)であり、このうち陸地は741平方マイル (1,919.2 km2)、水域は59平方マイル (152.8 km2)で水域率は7.42％である。

### 主要高規格道路
- アメリカ国道14号線
- アメリカ国道83号線
- サウスダコタ州道34号線
- サウスダコタ州道1804号線

### 隣接する郡
- サリー郡 - 北
- ハイド郡 - 東
- ライマン郡 - 南、南西
- スタンリー郡 - 南、西

## 人口動態
以下は2000年の国勢調査による人口統計データである。
| 基礎データ - 人口: 16,481人 - 世帯数: 6,512 世帯 - 家族数: 4,310 家族 - 人口密度: 9人/km2（22人/mi2） - 住居数: 7,055軒 - 住居密度: 4軒/km2（10軒/mi2） 人種別人口構成 - 白人: 88.91% - アフリカン・アメリカン: 0.19% - ネイティブ・アメリカン: 8.70% - アジア人: 0.40% - 太平洋諸島系: 0.02% - その他の人種: 0.31% - 混血: 1.47% - ヒスパニック・ラテン系: 1.22% メリカ人：6.6％ 年齢別人口構成 - 18歳未満: 27.8% - 18-24歳: 6.2% - 25-44歳: 28.6% - 45-64歳: 23.7% - 65歳以上: 13.7% - 年齢の中央値: 38歳 - 性比（女性100人あたり男性の人口） - 総人口: 92.6 - 18歳以上: 88.7 | 世帯と家族（対世帯数） - 18歳未満の子供がいる: 33.8% - 結婚・同居している夫婦:54.0% - 未婚・離婚・死別女性が世帯主: 8.9% - 非家族世帯: 33.8% - 単身世帯: 29.8% - 65歳以上の老人1人暮らし: 10.3% - 平均構成人数 - 世帯: 2.41人 - 家族: 3.00人 収入と家計 - 収入の中央値 - 世帯: 42,970米ドル - 家族: 51,235米ドル - 性別 - 男性: 32,228米ドル - 女性: 22,656米ドル - 人口1人あたり収入: 20,689米ドル - 貧困線以下 - 対人口: 8.0% - 対家族数: 6.0% - 18歳未満: 7.8% - 65歳以上: 10.9% |

## 政治
ヒューズ郡は大統領選挙やアメリカ合衆国議会選挙では強固な共和党の地盤である。大統領選挙民主党が最後に勝ったのは1936年のフランクリン・ルーズベルトだった。2008年の選挙でも共和党候補のジョン・マケインが郡投票総数の63％を獲得した。
サウスダコタ州議会上院では第24選挙区に属し、2012年時点で共和党員が議席を取っている。下院も第24選挙区に属し、共和党員が2議席を占めている。

## 都市と町
- ブラント
- カニング
- ハロルド
- ピア - 郡庁所在地

### 郡区
ヒューズ郡はレイバーとバレーの2つの郡区に分けられている。またウェストヒューズ、ノースヒューズ、クロウクリークの3つの未編入領域もある。